# Замок Лонгройва
Замок Лонгройва (порт. Castelo de Longroiva) — средневековый замок в Португалии в деревне Лонгройва, округ Гуарда. Возведенный на южном берегу реки Коа замок доминирует над деревней и представляет собой ценный образец архитектуры тамплиеров в регионе.

## История
Считается, что активное заселение этого региона началось с возведения римского форта между IV и II веками до нашей эры. Во время римского правления образовалась деревня Лонгобрига, которую римляне начали укреплять. Впоследствии тем же занялись пришедшие в регион вестготы и мусульмане.
Во время Реконкисты на Пиренейском полуострове деревню и замок вошли в состав земель сеньора Гимарайнша Фламула Родригеша и отошли по его завещанию его племяннице, Мумадоне Диаш (960).
После перехода региона в руки христиан Лонгройва и её замок в 1059 году были приписаны к монастырю Гимарайнша, а затем — к землям португальской короны. В этот период окрестности деревни активно обустраивались по инициативе сеньора Эгаш Гозендеша, а затем — Фернана Мендеш де Браганса (мужа инфанты Санчи, сестры короля Афонсу Энрикеша), который в 1145 году передал эти домены тамплиерам. В 1176 году мастер Гуалдим Паиш обновил фасад замка.

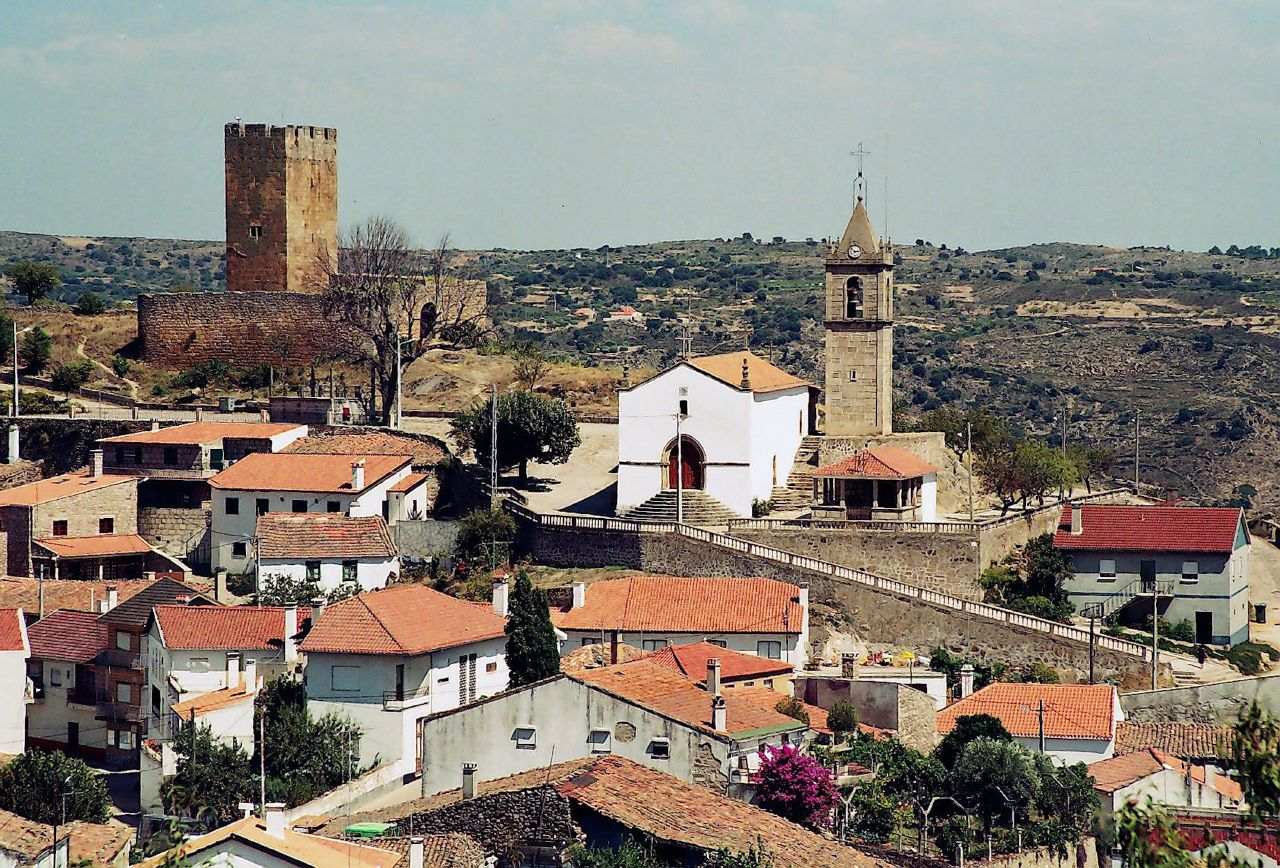
Вид на замок Лонгройва.

Диниш I (1279—1325) в 1304 году приказал провести ремонт замковых укреплений. В царствование Мануэля I (1495—1521) фасад замка был полностью переделан, были возведены новые бойницы, обустроено подземелье.
В начале XVI века замок подвергся новой реставрации под руководством брата Гарсии де Мелу, однако примерно с этого времени он потерял своё военное значение.
В XVIII веке замок пришел в упадок, здания внутри крепостных стен были разорены, деревянные ворота были сняты с петель и утрачены. В XIX веке он был перестроен и потерял часть стены. В середине XIX века, после угасания религиозных орденов, замок стал использоваться как кладбище для жителей деревни, так он используется и поныне.
18 августа 1943 года замок Лонгройва был объявлен национальным памятником, были приняты меры по реставрации его укреплений. На сегодняшний день отреставрированы центральные ворота, однако остальные здания находятся в запустении.

## Архитектура
Построенный на самом высоком холме в окрестностях замок занимает площадь 555 га и имеет трапециевидную планировку в традициях романского стиля и готики. Его стены сильно обветшали, часть зубьев стен разрушены. Донжон делится внутри на три этажа, его правая арка пронизана трещинами.